# Renato di Guisa
Renato di Guisa, marchese di Elbeuf (Joinville, 14 agosto 1536 – 14 dicembre 1566), era l'ultimogenito di Claudio I di Guisa e di Antonia di Borbone-Vendôme.

## Biografia
Accompagnò il fratello Claude, duca di Aumale nel 1551 in Italia e ha partecipato alla campagna piemontese. Di ritorno in Francia, prese parte, nel 1552, la difesa di Metz, che Enrico II, re di Francia, aveva appena conquistato, e che Carlo V stava cercando di riprendere. Tornato in Italia alla testa di cinquemila soldati svizzeri, ha combattuto fino al 1557. Di ritorno in Francia, ha preso parte alle guerre di religione contro i protestanti.

## Matrimonio
Sposò, il 3 febbraio 1555, Louise de Rieux (1531–1570), figlia di Claude de Rieux e di Susanna di Borbone-Montpensier. Ebbero due figli:
- Maria di Guisa (1555–1605), sposò il cugino Carlo di Guisa  duca d'Aumale;
- Carlo I (1556–1605), duca di Elbeuf.

Fu ambasciatore francese in Scozia e accompagnò sua sorella Maria di Guisa al suo ingresso nel paese nel 1561. Mecenate, fu protettore di artisti, in particolare del compositore lorenese Pierre Clereau.

## Ascendenza
|                              |                                  |                                    | Genitori                       |  |  | Nonni |  |  | Bisnonni                 |  |  | Trisnonni            |  |
|                              |                                  |                                    |                                |  |  |       |  |  | Federico II di Vaudémont |  |  | Antonio di Vaudémont |  |
|                              |                                  |                                    |                                |  |  |       |  |  | Federico II di Vaudémont |  |  | Antonio di Vaudémont |  |
|                              |                                  | Maria d'Harcourt                   |                                |  |  |       |  |  | Federico II di Vaudémont |  |  |                      |  |
| Renato II di Lorena          |                                  |                                    |                                |  |  |       |  |  | Federico II di Vaudémont |  |  |                      |  |
|                              |                                  | Iolanda d'Angiò                    | Renato d'Angiò                 |  |  |       |  |  |                          |  |  |                      |  |
|                              |                                  | Iolanda d'Angiò                    | Renato d'Angiò                 |  |  |       |  |  |                          |  |  |                      |  |
|                              |                                  | Iolanda d'Angiò                    | Isabella di Lorena             |  |  |       |  |  |                          |  |  |                      |  |
| Claudio I di Guisa           |                                  | Iolanda d'Angiò                    |                                |  |  |       |  |  |                          |  |  |                      |  |
|                              |                                  | Adolfo di Gheldria                 | Arnoldo di Egmond              |  |  |       |  |  |                          |  |  |                      |  |
|                              |                                  | Adolfo di Gheldria                 | Arnoldo di Egmond              |  |  |       |  |  |                          |  |  |                      |  |
|                              |                                  | Adolfo di Gheldria                 | Caterina di Clèves             |  |  |       |  |  |                          |  |  |                      |  |
| Filippina di Gheldria        |                                  | Adolfo di Gheldria                 |                                |  |  |       |  |  |                          |  |  |                      |  |
|                              |                                  | Caterina di Borbone-Clermont       | Carlo I di Borbone             |  |  |       |  |  |                          |  |  |                      |  |
|                              |                                  | Caterina di Borbone-Clermont       | Carlo I di Borbone             |  |  |       |  |  |                          |  |  |                      |  |
|                              |                                  | Caterina di Borbone-Clermont       | Agnese di Borgogna             |  |  |       |  |  |                          |  |  |                      |  |
| Renato di Guisa              |                                  | Caterina di Borbone-Clermont       |                                |  |  |       |  |  |                          |  |  |                      |  |
|                              | Giovanni VIII di Borbone-Vendôme | Luigi I di Borbone-Vendôme         |                                |  |  |       |  |  |                          |  |  |                      |  |
|                              | Giovanni VIII di Borbone-Vendôme | Luigi I di Borbone-Vendôme         |                                |  |  |       |  |  |                          |  |  |                      |  |
|                              | Giovanni VIII di Borbone-Vendôme | Giovanna di Monfort-Laval          |                                |  |  |       |  |  |                          |  |  |                      |  |
| Francesco di Borbone-Vendôme | Giovanni VIII di Borbone-Vendôme |                                    |                                |  |  |       |  |  |                          |  |  |                      |  |
|                              |                                  | Isabella di Beauvau                | Luigi di Beauvau               |  |  |       |  |  |                          |  |  |                      |  |
|                              |                                  | Isabella di Beauvau                | Luigi di Beauvau               |  |  |       |  |  |                          |  |  |                      |  |
|                              |                                  | Isabella di Beauvau                | Margherita di Chambeley        |  |  |       |  |  |                          |  |  |                      |  |
| Antonia di Borbone-Vendôme   |                                  | Isabella di Beauvau                |                                |  |  |       |  |  |                          |  |  |                      |  |
|                              |                                  | Pietro II di Lussemburgo-Saint-Pol | Luigi di Lussemburgo-Saint-Pol |  |  |       |  |  |                          |  |  |                      |  |
|                              |                                  | Pietro II di Lussemburgo-Saint-Pol | Luigi di Lussemburgo-Saint-Pol |  |  |       |  |  |                          |  |  |                      |  |
|                              |                                  | Pietro II di Lussemburgo-Saint-Pol | Giovanna di Marle              |  |  |       |  |  |                          |  |  |                      |  |
| Maria di Lussemburgo         |                                  | Pietro II di Lussemburgo-Saint-Pol |                                |  |  |       |  |  |                          |  |  |                      |  |
|                              |                                  | Margherita di Savoia               | Ludovico di Savoia             |  |  |       |  |  |                          |  |  |                      |  |
|                              |                                  | Margherita di Savoia               | Ludovico di Savoia             |  |  |       |  |  |                          |  |  |                      |  |
|                              |                                  | Margherita di Savoia               | Anna di Lusignano              |  |  |       |  |  |                          |  |  |                      |  |
|                              |                                  | Margherita di Savoia               |                                |  |  |       |  |  |                          |  |  |                      |  |